# Kalendarium powstania warszawskiego – 30 lipca

## 30 lipca, niedziela
- Nad Warszawą widoczne były walki powietrzne samolotów niemieckich i sowieckich. Alejami Jerozolimskimi przejeżdżała z Woli na Pragę dywizja pancerna Hermann Göring. Z meldunku sytuacyjnego niemieckiej 9 Armii można było dowiedzieć się, iż nieprzyjaciel [Armia Czerwona] dotarł do Wołomina. Praga stoi otworem i prawie bezbronna. Faktycznie, wojsko sowieckie było w pobliżu: najbardziej wysunięta na zachód część 2 armii pancernej gwardii (3 korpus pancerny) znajdowała się w Radzyminie i Wołominie zdobytych tego dnia wieczorem, zaś czołówki pancerne osiągnęły rejon Starej Miłosny. Słychać było huk artyleryjski dobiegający ze wschodniej granicy stolicy[1].

- Emisariusz z Londynu por. Jan Nowak-Jeziorański spotkał się z komendantem głównym AK gen. Tadeuszem Komorowskim „Borem”. Poinformował on, że na przerzut 1 Samodzielnej Brygady Spadochronowej do Warszawy i masowe zrzuty broni nie można liczyć, zaś powstanie wśród rządów zachodnich i międzynarodowej opinii publicznej wywoła „burzę w szklance wody”.

Wicepremier i Delegat Rządu na Kraj J. Jankowski spotkał się z władzami Stronnictwa Pracy – krajowym prezesem tej partii – J. Chacińskim i przewodniczącym RJN J. Braunem. Poinformował ich o rychłym wybuchu powstania. Chaciński gwałtownie protestował, a Braun zauważył, że żołnierze nie mają broni.
- Radziecka Radiostacja im. Tadeusza Kościuszki, nadająca z Moskwy, odbierana w Otwocku i Radzyminie, w godz. 15.00, 20.55, 21.55, i 23.00 czterokrotnie nadała następującą wiadomość:

Warszawa drży w posadach od ryku dział. Wojska sowieckie nacierają gwałtownie i zbliżają się do Pragi. Nadchodzą, aby przynieść nam wolność. Niemcy wyparci z Pragi będą usiłowali bronić się w Warszawie. Zechcą zniszczyć wszystko. W Białymstoku burzyli wszystko przez sześć dni. Wymordowali tysiące naszych braci. Uczyńmy, co tylko w naszej mocy, by nie zdołali powtórzyć tego samego w Warszawie. Ludu Warszawy! Do broni! Niech cała ludność stanie murem wokół Krajowej Rady Narodowej, wokół warszawskiej Armii Podziemnej. Uderzcie na Niemców! Udaremnijcie ich plany zburzenia budowli publicznych. Pomóżcie Czerwonej Armii w przeprawie przez Wisłę. Przysyłajcie wiadomości, pokazujcie drogi. Milion ludności Warszawy niech stanie się milionem żołnierzy, którzy wypędzą niemieckich najeźdźców i zdobędą wolność!
Audycja ta była niemalże dokładnym powtórzeniem apelu Związku Patriotów Polskich z dnia 29 lipca nadawanym przez radio moskiewskie.